# Bako (Togo)
Pour les articles homonymes, voir Bako.
Bako (connu aussi comme Bako Samaba) est une petite ville du Togo située dans la Préfecture de Bassar, dans la région de la Kara

## Géographie
Bako (Togo) est situé à environ 42 km de Kara,

## Vie économique
- Atelier réparation

## Lieux publics
- École primaire